# Tatort: Das Ende des Schweigens
Das Ende des Schweigens ist ein Fernsehfilm aus der Krimireihe Tatort und wurde am 11. Februar 2007 auf Das Erste erstgesendet. Es ist die 655. Folge und der 8. Fall des Kieler Ermittlers Klaus Borowski. Produziert wurde der Film von der Studio Hamburg Produktion Kiel GmbH im Auftrag des NDR für die ARD.

## Handlung
Klaus Borowski wird zum Hafen gerufen. Angler haben weit draußen ein führerlos treibendes Boot entdeckt und an Land geschleppt. An Bord findet Borowski einige Sachen und den Ausweis von Silke Rohwedder. Er befürchtet, dass sie sich das Leben genommen hat. Nachbarn berichten, dass Silke seit einiger Zeit einen Freund hatte. In ihrem Haus fehlt jedoch ein Hinweis auf einen Mann, zudem wirkt das Gebäude frisch gereinigt und tatsächlich lassen sich keinerlei Fingerabdrücke finden. Borowski findet heraus, dass Silke einen Tag vor ihrem Verschwinden bei ihrem Hausarzt war. Der bestätigt, dass Silke schwanger war. Von Silkes Mutter Cora erfährt Borowski, dass Silke am Tag ihres Verschwindens die Neuigkeit ihrem Freund Sandor Kovac mitteilen wollte, der angeblich beim Geheimdienst arbeitete. Borowski kann beim Geheimdienst keinen Mann mit diesem Namen ausfindig machen und wendet sich kurzerhand an einen Uhrenladen Kovac. Hier gab es einen Sandor Kovac, der jedoch bei einem Autounfall verstorben ist. In dem Zusammenhang wurden auch seine Papiere gestohlen. Borowski ist sich sicher, dass sich Silkes Freund mit den Papieren eine neue oder Doppel-Identität aufgebaut hat. Unklar ist die Rolle von Silkes Schwester Maxie, die psychisch labil ist. Sie wohnte seit dem Selbstmord ihres Vaters bei Silke, hatte jedoch auch eine eigene Wohnung, die Silke finanzierte. Sie ließ sich kurz nach Silkes Verschwinden in einer Bar verprügeln und Borowski vermutet, dass es eine Form der Selbstbestrafung war.
Da die Suche nach der Leiche Silkes auf See erfolglos bleibt, schaut sich Borowski noch einmal Silkes Haus an. Er findet einen Spaten mit frischer Erde im Anbau und beim Umgraben des Gartens schließlich Silkes Leiche. Die Obduktion ergibt, dass sie erstochen wurde. Maxie hat sich unterdessen mit Kovac getroffen. Sie weiß um sein Doppelleben und will von ihm 10.000 Euro erpressen, damit sie ihren Mund hält. Kovac ist verheiratet, seine Tochter verstarb bei einem Unfall. Am nächsten Morgen erfährt Maxie aus der Zeitung, dass Silkes Leiche gefunden wurde. Sie flüchtet aus dem Gartenhaus, in dem sie sich mit Kovac aufhielt. Borowski ist weiter auf der Suche nach Kovac und befragt die Kollegen, die damals den Unfall des echten Kovac aufnahmen. Bei der Befragung fehlt Claes Möller, der schließlich von Nachbarn als der gesuchte falsche Kovac identifiziert werden kann. Möller wird festgenommen, schweigt beim Verhör jedoch. Maxie hat seine Verhaftung heimlich mitangesehen und ist daher umso entsetzter, als Möller nach dem Verhör das Polizeigebäude wieder verlassen darf. Vor Borowski meint sie, er sei der Mörder ihrer Schwester. Um den Druck zu erhöhen, lässt Borowski Möllers Haus bewachen. Der schreibt ein Geständnis auf und wirft es zu Borowski in den Wagen, bevor er zum Hafen flieht. Im Brief deutet er an, sich umbringen zu wollen. Am Hafen wird er von Maxie gestellt, die ihn mit einem Messer bedroht. Borowski hält Maxie von einem Mord ab und stellt am Hafen zugleich fest, dass Möller das Geständnis erfunden habe. Darin schrieb er, dass er Silke zu Hause angetroffen hatte. Sie jedoch hatte an dem Tag bereits von Maxie die Wahrheit über Möller erfahren und war wütend zu dessen Ehefrau gefahren. Nicht Möller habe Silke umgebracht, sondern seine Frau. Besonders schmerzhaft muss dabei gewesen sein, dass Silke von ihrer Schwangerschaft berichtete: Möller hatte den Tod seiner Tochter Jule durch eine Unachtsamkeit verschuldet. Möller fährt nach Hause zurück, wo er seine Frau tot auffindet: Sie hat sich mit einer Rasierklinge die Pulsadern aufgeschnitten. Borowski wiederum trifft ein, als Möller sich gerade selbst erschießen will. Es ist Maxie, die ihn vom Selbstmord abbringen kann, weil sie fast das Alter seiner toten Tochter hat.

## Produktionsnotizen
Das Ende des Schweigens wurde vom 20. April bis zum 23. Mai 2006 in Kiel und Umgebung gedreht.

## Rezeption

### Kritik
Die TV Spielfilm befanden, „trotz aller menschlichen Dramatik sinkt der Krimi nicht wie Blei auf den Grund der Kieler Förde: Zwischen Borowski und Kollegin Jung (Maren Eggert) prickelt’s mit leisem Humor, außerdem spielt Susanne Lothar die ausgelaugte Mutter des Mordopfers mit genial ausbalancierter Tragikomik“. Das Fazit lautete: „Schlau, sensibel und ein bisschen schräg“.

### Einschaltquoten
Bei der Erstausstrahlung von Das Ende des Schweigens am 11. Februar 2007 verfolgten in Deutschland insgesamt 7,70 Millionen Zuschauer die Filmhandlung, was einem Marktanteil von 20,5 Prozent für Das Erste entsprach. In der als Hauptzielgruppe für Fernsehwerbung deklarierten Altersgruppe von 14–49 Jahren erreichte Das Ende des Schweigens 2,61 Millionen Zuschauer und damit einen Marktanteil von 16,4 Prozent in dieser Altersgruppe.